# Walt Báez
Walt Báez, vollständiger Name Walt Alejandro Báez Bordon, (* 28. November 1978 in Montevideo) ist ein uruguayischer Fußballspieler.

## Karriere

### Verein
Der 1,79 Meter große Defensivakteur Báez gehörte zu Beginn seiner Karriere von 1997 bis Mitte 2005 der Mannschaft des Danubio FC an. Mit dieser gewann er 2004 das Torneo Clasificatorio und trug dazu mit zwei Toren bei sieben Ligaeinsätzen bei. Danubio gewann im selben Jahr die uruguayische Meisterschaft, führt ihn in der Meistermannschaft aber nicht mehr als Spieler auf. Anschließend war Báez bis Ende Dezember 2005 beim CSD Municipal in Guatemala aktiv. Sodann wechselte Báez zu Bella Vista und lief dort bis Ende August 2009 saisonübergreifend in 98 Spielen der der Primera División auf. Dabei traf er viermal ins gegnerische Tor. In der Saison 2009/10 war der Club Atlético Rentistas sein Arbeitgeber, für den er mindestens drei Partien (kein Tor) in der Segunda División bestritt. Anfang August 2010 verpflichtete ihn der Cerro Largo FC. Beim Klub aus Melo absolvierte er in der Spielzeit 2010/11 mindestens 21 Zweitligabegegnungen (kein Tor). Anfang August 2011 schloss Báez sich dem Tacuarembó FC an. Für die Norduruguayer weist seine Einsatzstatistik 22 Zweitligaeinsätze (kein Tor) in der Saison 2011/12 aus. Ab Oktober 2012 setzte er seine Karriere bei Plaza Colonia fort. Es folgte zu Beginn des Septembers 2013 ein Wechsel zu Villa Teresa. Beim in Montevideo ansässigen Verein wurde er von der Saison 2013/14 bis in die Apertura 2015 in insgesamt 68 Ligaspielen eingesetzt und schoss ein Tor. Zur Spielzeit 2015/16 gelang ihm mit dem Team der Erstligaaufstieg. Im Januar 2016 trat er ein Engagement beim Club Atlético Atenas an. Dort bestritt er bislang (Stand: 27. August 2017) 38 Zweitligapartien und erzielte einen Treffer.

### Erfolge
- Torneo Clasificatorio (Uruguay): 2004